# حسن اجتهادی
سید حسن اجتهادی (زادهٔ ۳ دی ۱۳۲۵ در کازرون – درگذشتهٔ ۸ خرداد ۱۳۹۷ در شیراز) شاعر و ادیب معاصر ایرانی بود.

## زندگی‌نامه
سید حسن اجتهادی در سوم دی ماه سال ۱۳۲۵ که مشهور به سال نهضتی یا جنگ نهضت است در شهر کازرون متولد شد. وی در خودزندگی‌نوشت خود گفته‌است: «سال‌های دبستان را در کازرون و دبیرستان را در شیراز سپری کردم؛ تحصیلات عالی را در رشته زبان و ادبیات فارسی در تهران به پایان رساندم (و پیشهٔ معلمی در پیش گرفتم). از کلاس دوم ابتدایی شعر می‌گفتم و در کلاس چهارم بود که اولین کارم که یک دوبیتی بود در مجلهٔ اطلاعات بانوان به چاپ رسید؛ پریشان مرغک بشکسته بالم/ خروشان موج دریای خیالم/ هم آغوشم به تنهایی و اندوه/ دگرگون حالت و قامت هلالم»
او در خانواده‌ای اهل علم و ادب رشد کرد. برادر بزرگتر او سید محمد (ناصر) اجتهادی با نام مستعار «شبیه‌الشعراء کازرونی» از طنز پردازان معاصر بود. اجتهادی که در بین بسیاری از ادب دوستان و شاعران شهرش به «آبی‌ترین شاعر» مشهور بود در صبح ۸ خرداد ماه ۱۳۹۷ بعد از چندین روز بیهوشی (در بیمارستان نمازی شیراز) دار فانی را وداع گفت.

## فعالیت
اگرچه غزل‌های حسن اجتهادی از شهرت بیشتری برخوردار است اما او در بیشتر قالب‌ها شعر می‌سرود. قصیده، مثنوی، رباعی و دوبیتی از قالب‌های قدیم است که اجتهادی در آن‌ها طبع‌آزمایی کرده‌است. شعرهای نیمایی و بی‌وزن او نیز خواندنی و دارای نوآوری و استحکام ذهنی و زبانی است.
فعالیت اجتهادی تنها در حوزه شعر خلاصه نمی‌شود. او علاوه بر پ‍‍ژوهش در متون ادبی گذشته و معاصر در حوزه نمایشنامه‌نویسی و فیلم‌نامه‌نویسی نیز فعالیت می‌کرد.
غزل‌های جنوبی تنها کتابی است که در سال ۱۳۸۱ از اجتهادی چاپ شده‌است. اما کتاب‌هایی در جشن تغزل (بیانیه‌های غزل مدرن معاصر)، اشکال و تصاویر (شامل ابداعات و نوآوری‌هایی در شعر کلاسیک- ترکیب و تلفیق قوالب و اسالیب شعر سنتی و ایجاد فرم‌هایی تازه)، ترانه‌های شبنم و گلبرگ (دوبیتی‌ها و رباعی‌ها)، انسان آفتاب و افق (شعرهای آزاد و نیمایی و سپید)، رهگذر و پل‌های طولانی (قصیده‌ها و مثنوی‌ها)، حقیقت پیروز می‌شود (نمایشنامه)، در شهر دیوارها (فیلم‌نامه‌ها و چند نقد و مقاله در مورد سینما)، اوزان غزلیات حافظ (تقسیم‌بندی بحور غزل‌ها)، تبسم و مهمیز (نوشته‌ها، شعرها و قصه‌هایی به طنز) و … را آماده چاپ دارد.

اجتهادی با بسیاری از بزرگان شعر و ادب و هنر ایران همنشینی داشت. منوچهر آتشی در دست نوشته‌ای به مناسبت بزرگداشت  حسن اجتهادی در سال ۱۳۸۳ که برای ویژه نامه «رستاخیز کلمات» در خلال یک توصیف شاعرانه، کازرون را به یُمن حضور «اجتهادی» قونیه‌ای کوچک نامیدند. آتشی می‌نویسد:
«به یاران و سخنوران عزیز و ارجمند کازرون –قبلهٔ خاطرات دیرین من- و به خاطر گرامی «حسن اجتهادی» که آن دیار مقدس را قونیه‌ای کوچک کرده و به نحوی تخلص مولانا را که خمش یا خاموش است به کردار خود تبدیل نموده‌است. حسن اجتهادی از اواخر دهه چهل تا امروز شعر می‌نویسد، شعر خوب و عاشقانه و عارفانه می‌نویسد، نو و کهنه می‌نویسد، دفترها نوشته که چاپ نکرده و برهم انباشته شده‌است…»

## آثار چاپ شده
از حسن اجتهادی تا کنون چهار کتاب چاپ شده است که اولین کتاب ایشان در زمستان ۱۳۸۱ و باعنوان «عزلهای جنوبی» بوسیله «انتشارات راهگشا» چاپ شده است. 
دومین کتاب ایشان به انتخاب و اهتمام جمال اژدری کازرونی با عنوان «بر آبها و آبی‌ها» را «نشر قو» در تهران چاپ کرده است. این مجموعه شعر منتخب نیز در سال ۱۳۹۷ راهی بازار نشر شده است.
سومین کتاب ایشان با عنوان «با آنچه در زمینه و صحنه است» توسط «انتشارات حس هفتم» در سال ۱۳۹۷ در شیراز به چاپ رسید.
چهارمین کتاب ایشان با عنوان «اشکال و تصاویر» توسط انتشارات حس هفتم در سال ۱۴۰۰ به زیور چاپ آراسته گردید.

## نمونه اشعار

### بانویِ ناگهانی
ناگاه از درآمد ـ بانویِ ناگهانی
دوزخ‌نشینی‌ام دید ـ مینویِ ناگهانی
زد پرده را به یک‌سو ـ انداخت شانه از مو
بر شانه‌هایم افشاند ـ گیسویِ ناگهانی
از ابرِ عشق بارید ـ با نور و نقره رقصید
در لحظه‌یِ سپیده ـ بازوی ناگهانی
با چشمه‌سارِ عطشان ـ بر بستری درخشان
جولانِ دیگری داشت ـ زانویِ ناگهانی
پرواز کرد و آمد ـ تا شاخه‌هایِ دست‌ام
از اوجِ سینه‌اش باز ـ تیهویِ ناگهانی
چون قایقی که تن را ـ از ثقلِ خود تهی کرد
بر پنجه‌هایِ نازش ـ پارویِ ناگهانی
رفتارِ گام‌هایش ـ چون ارغوانِ گل‌ریز
رگبارِ بوسه‌هایش ـ جادویِ ناگهانی

### بنویس که من نمی‌نویسم
ای شعله‌یِ پُر شکیبِ تسکین ـ ای آینه‌رویِ روشن‌آیین
در دفترِ سینه‌هایِ خونین ـ بنویس که من نمی‌نویسم
ای سایه‌یِ ظهرِ سربه‌داران ـ در چشمِ تو شعرِ شعله‌زاران
بر بامِ بلندِ روزِگاران ـ بنویس که من نمی‌نویسم
ای ذاتِ خروش بر زبان‌ات ـ امواج و عروج در جهان‌ات
با دستِ تمامِ کاتبان‌ات ـ بنویس که من نمی‌نویسم
بر گیر نقابِ صورتک را ـ بردار زِ زخم‌ها نمک را
بنمای شراره‌یِ فلک را ـ بنویس که من نمی‌نویسم
برخیز و به خویشتن سفر کن ـ از خنجر و خونِ ما سپر کن
در معبرِ لحظه‌ها خطر کن ـ بنویس که من نمی‌نویسم
من از تو و من نمی‌نویسم ـ از شوق و مِحن نمی‌نویسم
جز دردِ وطن نمی‌نویسم ـ بنویس که من نمی‌نویسم.

### برگهای تقویم
ظهور پیش‌رَسی اتفاق میافتد
کنار عشق کسی اتفاق میافتد
تمام حسرت پاییز و شوربختی دشت
به سینهگاه خَسی اتفاق میافتد
همیشه در پی ما برگهای تقویم است
مرور پیش و پسی اتفاق میافتد
به هر کجا که روم دار و درد آسان است
به سایهام عَسَسی اتفاق میافتد
سکوت چنگ دلیلِ هزار فریاد است
نگاه کن! جَرَسی اتفاق میافتد
کجاست ماهی کوچک کنار قلب زمین
که نعره زَنْ اَرَسی اتفاق میافتد
اگرچه در پی یاغی هنوز هم گاهی
به هر قدم قفسی اتفاق میافتد-
به زیر ذائقهی بوسهی تمشکی تو
حضور طعم گسی اتفاق میافتد
بهمن۷۵ - کازرون

### هزارهی اندوه
گفتم وقوعِ حادثه در ایستگاهِ بعد
بارانِ بعد و لحظهی بعد و پگاهِ بعد
اینک ببین دو راهی موعود رو به روست
او خیره ماند و کرد اشارت به راه بعد
چیزی نمانده است که شرحی دهم از آن
از این سپید سرزده تا آن سیاه بعد
بانو گذشت از نفسِ پلکان صبح
میبرد شعر را به شبِ بیگناه بعد
من از حضورِ گرمِ تو غایب نمیشوم
دیگر چه حاجت است به حرفِ گواه بعد
ای عاشقی که با دلِ خود حرف میزنی
در شعر آشیانه بزن! این پناه بعد
ماندیم در هزارهی اندوهِ «بامداد»
آنک هجومِ فاجعه تا اشتباه بعد
مهرماه۷۹ - شیراز